# Íntima Fração
Íntima Fracção é um programa de rádio português, transmitido pela primeira vez a 8 de Abril de 1984 através da emissora pública Antena 1 e actualmente na Radar.

## História
Íntima Fração era um programa semanal de duas horas, realizado e produzido por um ex-professor de Coimbra, primeiro nas noites de sábado para domingo, posteriormente de domingo para segunda-feira. As emissões continuam até Setembro de 1989. O seu autor abandona a Antena 1 e ingressa na TSF-Rádio Jornal.
A Íntima Fracção retoma as suas emissões regulares na TSF até Agosto de 1993. Em 1993 passam a ser diárias, entre a 1 e as 3 da manhã. Este período prolonga-se até Setembro de 1996. A partir daí regressa ao formato semanal ininterruptamente até 28 de Setembro de 2003, com o programa a ser realizado sempre no estúdio privado do autor. Com a demissão da direcção da estação (TSF) e a entrada de novas chefias que vêm colocar em prática um plano de reconversão daquela estação de rádio, os chamados programas de autor, de que a Íntima Fracção sempre fora um dos grandes expoentes, foram afastados. A Íntima Fracção pára por três meses.
Regressa com uma emissão especial, apenas disponível na internet, em Dezembro de 2003.
Em Abril de 2004, novo regresso para uma única emissão via hertziana na Rádio Universidade de Coimbra e na Rádio Universitária do Minho. Tratou-se do programa comemorativo do 20º aniversário. Nova edição, exclusiva para a net, em Agosto de 2004. A partir de Outubro de 2004, regressa ao éter, na Rádio Universidade de Coimbra, numa edição de uma hora, semanal. Os programas passam a ser disponibilizados também na ESEC Rádio online.
A partir de Dezembro de 2005, a distribuição do programa alarga-se ao podcast através do GavezDois - iTunes. Várias vezes nº1 de downloads.
Grande destaque em duas páginas na revista do Expresso.
Final de Maio de 2007: a Íntima Fracção regressa a uma emissora de cobertura nacional - RCP (Rádio Clube Português). De novo duas horas, nas noites de domingo para segunda-feira, entre a meia-noite e as duas da manhã.
Fim de Novembro de 2007: termina o período de emissões no Rádio Clube Português.
A partir de Novembro, Íntima Fracção passa a ter uma versão espanhola transmitida na cadeia de rádios EMArtv - Andaluzia.
Dezembro de 2007: no blog do autor (http://intima.blogspot.com) é anunciado que a Íntima Fracção continuará a ser distribuída via podcast através da versão online do semanário Expresso, para onde transitará também o blog.
No dia 8 de Abril de 2008, quando completa 24 anos, o blog e o programa em podcast, passa a ser distribuído pela versão online do semanário [Expresso].
Após o podcast comemorativo dos 30 anos da Íntima Fracção, a passagem pelo Expresso Online termina.
Na conta pessoal do autor, bem como na página da Íntima Fracção no Facebook, é anunciado um novo suporte para a distribuição dos podcasts. As iniciativas comemorativas dos 30 anos são suspensas, sendo prometido o seu retomar logo que a nova plataforma entre em funcionamento. A 3 de Dezembro, o autor anuncia nova data : Janeiro de 2015.
São publicadas algumas edições exclusivamente para a web até final de 2017.
No dia 31 de Janeiro de 2018, o programa regressa à Rádio através da Rádio Radar (Lisboa) e também por podcast.

## Prêmios
- Setes de Ouro 1987 e 1993,
- Melhor programa de rádio 1985 (Expresso),
- Melhor programa de rádio 1989 (O Independente),
- Destaques no Público em 1993, 1996 e 2003.

Actualmente, encontra-se entre os 20 podcasts mais procurados entre os realizados em Portugal e no Brasil.